# MV Dali
MV «Dali» — контейнеровоз под флагом Сингапура, построенный в 2015 году. 26 марта 2024 года при выходе из порта Балтимора столкнулся с одной из опор моста Фрэнсиса Скотта Ки, что привело к обрушению центрального пролëта моста, гибели нескольких людей, прекращению движения автомобилей по мосту и к перекрытию проходящего под мостом фарватера, имеющего большое значение.

## Характеристики
Длина судна – 980 футов (300 м), ширина 157 футов (48 м), осадка – 40 футов (12,2 м).

## Строительство и название
14 мая 2013 года с компанией Hyundai Heavy Industries был заключен контракт на постройку двух контейнеровозов на основе конструкции «Hyundai 9000 с широкой балкой», которая была модифицирована путем перемещения рулевой рубки с трёх четвертей назад в более переднее положение, чтобы увеличить вместимость контейнеров от 9 034 до 9 962 TEU.
Строительство началось в Ульсане в Южной Кореи, в июле 2014 года, корпус со заводским номером 2678 был заложен 10 октября 2014 года и спущен на воду 27 декабря того же года. 5 января 2015 года «Дали» и его однотипный корабль «Сезанн» были названы в честь известных художников Сальвадора Дали и Поля Сезанна.

## Эксплуатация и происшествия
Изначально, после постройки в 2015 году оба судна («Дали» и «Сезанн») принадлежали греческому судовладельцу компании Oceanbulk Maritime и было зафрахтовано компанией Maersk. «Дали» был зарегистрирован в Маджуро (Маршалловы острова). В октябре 2016 году право собственности было передано Grace Ocean Pte Ltd, и судно сменило флаг на Сингапур, где также базируется компания.

### Столкновение с причалом в Антверпене
11 июля 2016 года «Дали» столкнулся с причалом контейнерного терминала в порту Антверпена в Бельгии, в результате чего его корма и транец были серьезно повреждены. Причал также был поврежден и закрыт для погрузочно-разгрузочных работ, о травмах или загрязнении воды не сообщалось. На момент инцидента судно ещё принадлежало греческой компании Oceanbulk Maritime.

### Столкновение с мостом в Балтиморе
19 марта 2024 года контейнеровоз прибыл в Нью-Йорк. Затем он отправился к Международным воротам Виргинии в Портсмуте перед отбытием в Балтимор 22 марта и прибытием туда 23 марта. Компания Maersk зафрахтовала судно с момента его доставки в начале 2015 года. 22 члена экипажа контейнеровоза были гражданами Индии, его вели два местных лоцмана. В 01:28 26 марта 2024 года при выходе из внешней гавани Балтимора судно на скорости 8 узлов (15 км/ч) врезалось в опорную колонну автомобильного моста Фрэнсиса Скотта Ки под его металлической фермой и в юго-западном конце самого большого пролета. В результате удара произошло обрушение нескольких пролëтов моста в его центральной части, проходящей над фарватером.

## Галерея
- Контейнеровоз «Dali» в порту Роттердама в 2017 году
- Контейнеровоз «Dali» после столкновения с мостом в Балтиморе в 2024 году
- Контейнеровоз «Dali» после столкновения с мостом в Балтиморе в 2024 году
- Контейнеровоз «Dali» после столкновения с мостом в Балтиморе в 2024 году
- Сотрудники NTSB на борту контейнеровоза «Dali» после столкновения с мостом в Балтиморе в 2024 году